# Arthur et les Minimoys (jeu vidéo)
Pour les articles homonymes, voir Arthur et les Minimoys.
Arthur et les Minimoys est un jeu vidéo d'action-aventure et d'aventure sorti en 2006 sur PlayStation 2, PC et PlayStation Portable. Le jeu a été développé par Étranges Libellules et édité par Atari Inc.. Il est basé sur le film Arthur et les Minimoys de Luc Besson.

## Synopsis
Arthur est chez sa grand-mère et aura bientôt 10 ans. Ils ont un problème : le grand-père d'Arthur, Archibald, doit signer des papiers et régler une grosse somme d'argent. Sa grand-mère lui raconte des histoires de son grand-père. Elle lui parle d'un trésor que les Bogo-Matassalaï, qu'Archibald a rencontré en Afrique. Il décide de se mettre à la quête de ce trésor. Il lit les divers messages que le vieil homme a laissés avant de partir. Avec l'aide des Bogo-Matassalaï, il pénètre dans le monde des Minimoys.

## Système de jeu
Tout au long du jeu, les trois personnages (Arthur, Sélénia et Bétamèchen) acquièrent de nouvelles compétences. Ils disposent d'une jauge qui contient 6 points de vie. Lorsqu'ils n'en ont plus qu'un ou deux, ils s'évanouissent. ils peuvent être capturés et enfermés dans une cage séide. 

## Accueil
- Gamekult : 6/10 (PC)[1]
- Jeuxvideo.com : 14/20 (PC, PS2, PSP)[2]